# Clain

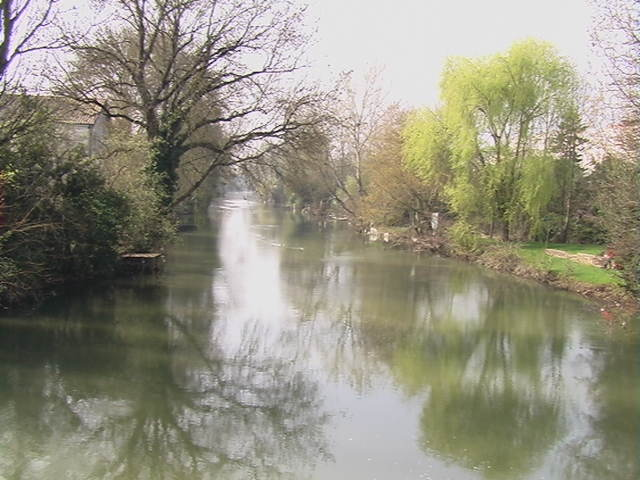
Il Clain al ponte Saint-Cyprien a Poitiers.

Il Clain è un corso d'acqua francese, affluente di sinistra della Vienne.

## Geografia
Il Clain nasce nasce vicino Hiesse in Charente, e scorre principalmente attraverso il territorio del dipartimento della Vienne. Attraversa le città di Vivonne e di Poitiers prima di confluire nella Vienne a monte di Châtellerault.
Fiume che scorre in modo tortuoso in una regione ricca di calcare, il Clain segna profondamente il terreno, formando una vallata, incassata a U, profonda circa cinquanta metri.

## Affluenti
- Il Préhobe (a Pressac; lungo 6,8 km; affluente di sinistra);
- Il Payroux (a Payroux; lungo 18 km; il Maury è un affluente di destra);
- Il Bé (a Sommières-du-Clain; lungo 6 km; il Fontegrive è un affluente torrentizio di sinistra);
- Il Pontreau (a Ceaux en Couhé; lungo 3 km; Bouleure è un affluente di sinistra di 40 km);
- La Dive du Sud (fiume che passa a Couhé; in gran parte a carattere torrentizio, permanente a partire da Couhé; riva destra);
- La Belle a Vivonne;
- La Vonne a Vivonne;
- La Clouère;
- Il Miosson a Saint-Benoît;
- La Boivre a Poitiers;
- L'Auxances e il suo affluente, la Vandelogne;
- La Palu, 31,4 km.

## Idrologia

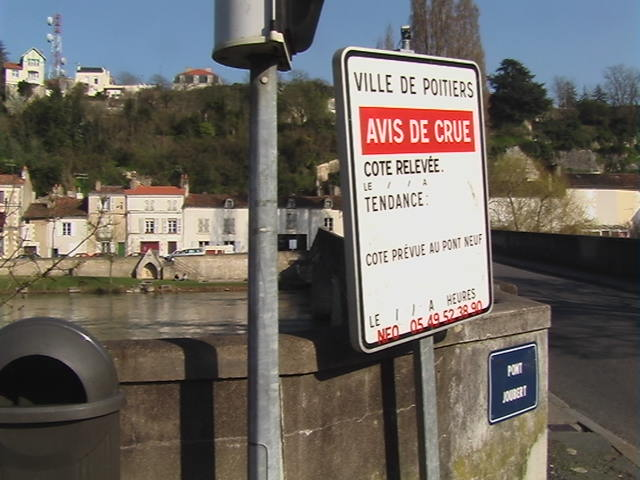
Piena del marzo 2007

Il Clain non è un fiume soggetto a inondazioni catastrofiche, tuttavia le piogge locali possono provocare importanti inondazioni nella vallata incassata in cui scorre il fiume. La più importante ebbe luogo nel dicembre del 1982, quando interruppe la circolazione sui viali di Poitiers e sommerse tutti i ponti (con l'eccezione del ponte dell'autostrada urbana, chiamata Pénétrante).
- Crescita centennale misurata a 5,60 metri
- febbraio 2007, circa 3,65 m il 3 marzo 2007